# Fútbol en Irlanda

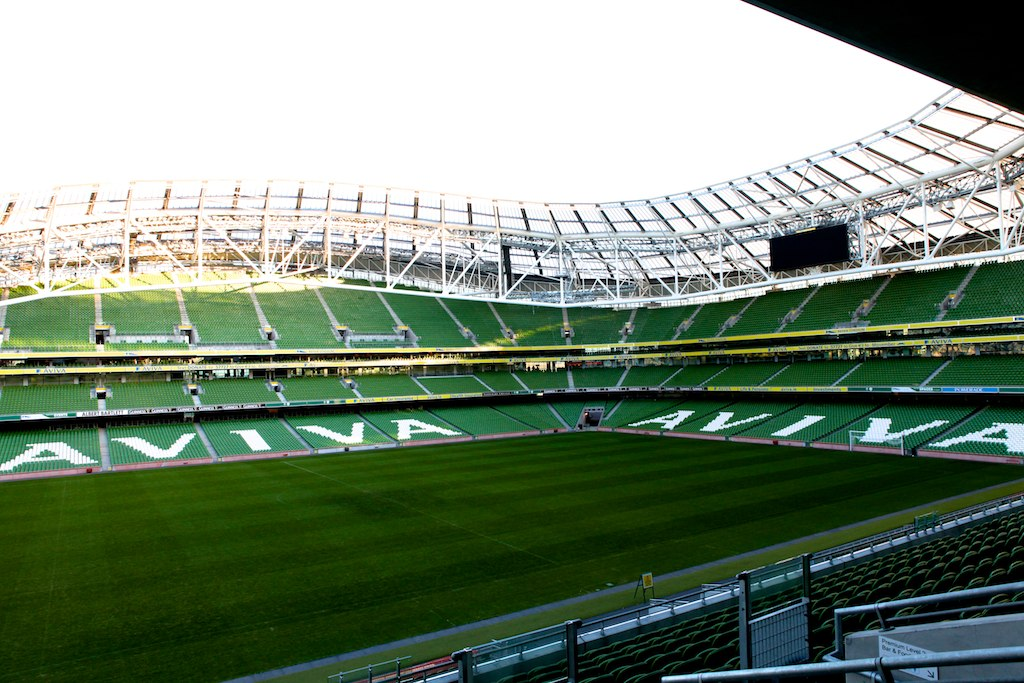
El Aviva Stadium es el mayor estadio de Irlanda.

El fútbol asociación es el deporte de equipo con el mayor nivel de participación en la República de Irlanda (incluidos los deportes de cinco jugadores). También es el tercer deporte más popular entre el público general con 16% de las visitas totales en los eventos deportivos, solo por detrás de fútbol gaélico (34%) y el hurling (23%). El órgano rector nacional para el deporte es la Asociación de Fútbol de Irlanda (FAI), que dirige la selección nacional de fútbol y la Liga de Irlanda, que es el nivel más alto del deporte en el país.
En sus comienzos, el fútbol se limitaba en gran medida a la ciudad de Dublín y su comarca circundante. Poco a poco se hizo más generalizado en todo el país, hasta el punto que en la época actual hay clubes en todos los condados de Irlanda. En la actualidad, las afluencias medias de liga en los partidos de la Liga de Irlanda es de alrededor de 2.000 espectadores. Muchos de los mejores jugadores del país fichan por clubes de ligas fuera del país, en particular, de la Premier League en Inglaterra, que es una de las razones por las cuales un número significativo de habitantes siguen a los clubes de esa liga.
El deporte se juega en todos los niveles del país. El mejor resultado de la selección nacional fue en la Copa Mundial FIFA 1990, donde alcanzó los cuartos de final.

## Competiciones oficiales entre clubes
- FAI Premier Division: es la primera división del fútbol irlandés. Fue fundada en 1985 como resultado de la renovación en el formato original de 1921, año en que se fundó el primer campeonato irlandés de fútbol. En la actualidad está formada por 12 equipos.
- FAI First Division: es la segunda división en el sistema de ligas irlandés. Está compuesta por 12 clubes, de los cuales dos ascienden a la Premier de manera directa y uno puede hacerlo si supera un play-off de ascenso.
- A Championship: es la tercera división en el sistema de ligas de Irlanda. Está compuesta por 16 clubes divididos en dos grupos con ocho equipos. Los dos primeros de cada grupo ascienden a la First Division.
- Copa de Irlanda: es la copa nacional del fútbol irlandés, organizada por la Asociación de Fútbol de Irlanda y cuyo campeón tiene acceso a disputar la UEFA Europa League.
- Copa de la Liga de Irlanda: competición de eliminatorias que suele abrir la temporada futbolística en Irlanda. Fue fundada en 1973 y su formato ha variado en multitud de ocasiones, pero suelen disputarla los equipos de la Liga irlandesa de fútbol —Premier y First Division—.
- Setanta Sports Cup: es una competición de eliminatorias fundada en 2005 y que incluye equipos de la Liga irlandesa de fútbol de la República de Irlanda y la IFA Premiership de Irlanda del Norte.

## Selecciones de fútbol de Irlanda

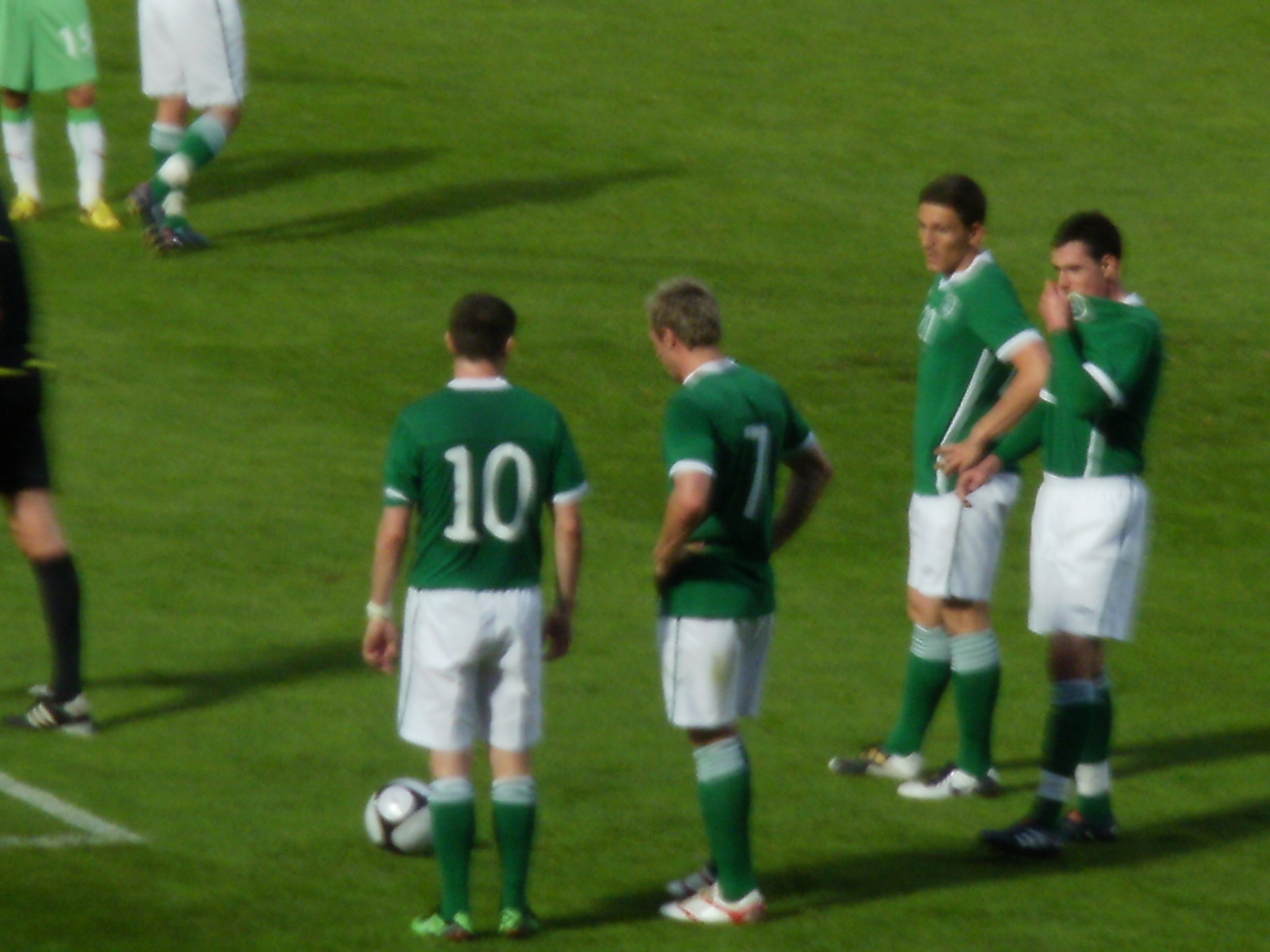
Futbolistas de la selección de Irlanda en un partido contra Argelia en 2010.

### Selección absoluta de Irlanda
La selección de Irlanda, en sus distintas categorías está controlada por la Asociación de Fútbol de Irlanda. 
La selección nacional disputó su primer partido oficial como Estado Libre Irlandés el 28 de mayo de 1924 en un partido disputado en la localidad francesa de Colombes contra Bulgaria y venció por un 1-0. Anteriormente existió la selección de fútbol de la Isla de Irlanda, equipo que debutó en 1882 ante Inglaterra y se mantuvo hasta 1950 organizado por la Asociación de Fútbol de Irlanda, fecha en que jugó con los últimos jugadores seleccionables de Irlanda del Norte.
Desde su creación como estado independiente, la República de Irlanda ha disputado tres Copas del Mundo de la FIFA y tres Eurocopas. Su mejor resultado en una Copa del Mundo fue en 1990, cuando logró alcanzar los cuartos de final. Por su parte, en la Eurocopa ha logrado en una ocasión sobrepasar la fase de grupos al jugar los octavos de final de la Eurocopa 2016 ante Francia.
El jugador con más partidos disputados es Shay Given (125) y el máximo goleador de la selección es Robbie Keane (53 goles).

### Selección femenina de Irlanda
La selección femenina debutó el 22 de abril de 1973 en un partido frente ante la selección de Escocia. Ha logrado clasificarse para una fase final de la Copa del Mundo pero no ha podido lograrlo en una Eurocopa hasta la fecha.